# Conca Schiller-Zucchius
La conca Schiller-Zucchius és una depressió formada per un impacte del Període Prenectarià (pel que té com a mínim 3920 milions d'anys d'antiguitat) situada en el costat visible de la Lluna.
 La formació va ser descoberta en 1959 per Paul Kuiper, i porta el nom del cràter Schiller que apareix amb forma allargada en el marge nord-est i del més recent cràter Zucchius, prop del marge sud-oest. Aquesta conca ha rebut la designació no oficial de plana anul·lar Schiller entre els observadors lunars.
La conca està formada per almenys dos anells muntanyencs concèntrics considerablement desgastats, per la qual cosa només es veuen en part. L'anell exterior té 335 km de diàmetre i l'interior 175 km; també hi ha indicis d'un possible tercer anell intern de 85 km.
Al seu centre s'ha detectat una concentració de massa (mascon) que es manifesta en una zona d'alta gravetat. Aquesta mascon va ser identificada per primera vegada pel seguiment Doppler de la nau espacial Lunar Prospector.
Altres cràters dins de la conca són Segner i Weigel, així com molts altres cràters satèl·lit. Al sud de la conca apareix Bettinus, al nord-oest de la conca es troben Phocylides i Nasmyth, al nord està Nöggerath, i a l'est es localitza Rost.

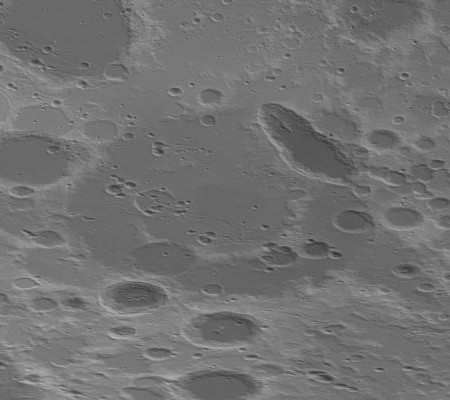
Mapa topogràfic
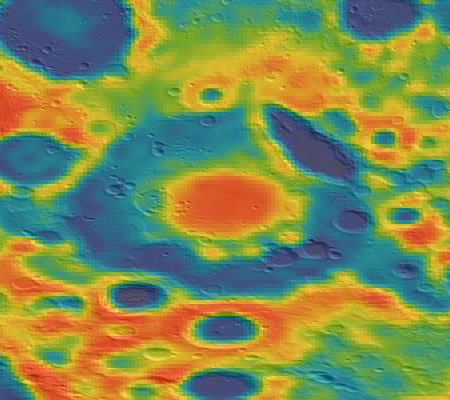
Mapa de gravetat basat en GRAIL
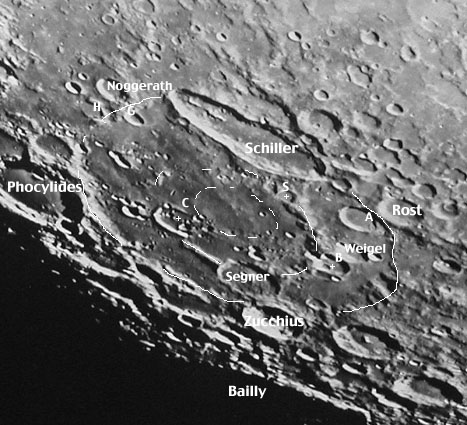
Imatge feta des de la Terra que mostra la conca amb els seus accidents etiquetats

### Altres referències
- (WGPSN), IAU Working Group for Planetary System Nomenclature. «Gazetteer of Planetary Nomenclature. 1:1 Million-Scale Maps of the Moon» (en anglès).  UAI / USGS, 13-02-2013. [Consulta: 6 abril 2016].
- Andersson, L. E.; Whitaker, E. A.,. NASA Catalogue of Lunar Nomenclature (en anglès).  NASA RP-1097, 1982.
- Blue, Jennifer. «Gazetteer of Planetary Nomenclature» (en anglès).  USGS, 25-07-2007. [Consulta: 2 gener 2012].
- Bussey, B.; Spudis, P.. The Clementine Atlas of the Moon (en anglès).  Nueva York: Cambridge University Press, 2004. ISBN 0-521-81528-2.
- Cocks, Elijah E.; Cocks, Josiah C.. Who's Who on the Moon: A Biographical Dictionary of Lunar Nomenclature (en anglès).  Tudor Publishers, 1995. ISBN 0-936389-27-3.
- McDowell, Jonathan. «Lunar Nomenclature» (en anglès).   Jonathan's Space Report, 15-07-2007. [Consulta: 2 gener 2012].
- Menzel, D. H.; Minnaert, M.; Levin, B.; Dollfus, A.; Bell, B. «Report on Lunar Nomenclature by The Working Group of Commission 17 of the IAU» (en anglès). Space Science Reviews, 12, 1971, pàg. 136.
- Moore, Patrick. On the Moon (en anglès).  Sterling Publishing Co, 2001. ISBN 0-304-35469-4.
- Price, Fred W. The Moon Observer's Handbook (en anglès).  Cambridge University Press, 1988. ISBN 0521335000.
- Rükl, Antonín. Atlas of the Moon (en anglès).  Kalmbach Books, 1990. ISBN 0-913135-17-8.
- Webb, Rev. T. W.. Celestial Objects for Common Telescopes, 6ª edición revisada (en anglès).  Dover, 1962. ISBN 0-486-20917-2.
- Whitaker, Ewen A. Mapping and Naming the Moon (en anglès).  Cambridge University Press, 2003. 978-0-521-54414-6.
- Wlasuk, Peter T. Observing the Moon (en anglès).  Springer, 2000. ISBN 1-85233-193-3.